# 朗根岑
朗根岑是德国巴伐利亚州的一个市镇。总面积46.33平方公里，总人口10475人，其中男性5084人，女性5391人（2011年12月31日），人口密度226人/平方公里。